# Paris ailleurs
Pour les articles homonymes, voir Paris (homonymie).
Albums de Étienne Daho
Pour nos vies martiennes
(1988) Daholympia
(1993)
Paris ailleurs est le cinquième album d'Étienne Daho. Il a été enregistré à New York durant l'été 1991. Cinq singles en seront extraits : Saudade, Des attractions désastre, Les Voyages immobiles, Comme un igloo et Un homme à la mer.
Certifié disque de platine en France, l'album s'écoule à plus de 500 000 exemplaires.
Une réédition remastérisée est sortie en 2016 sous le label Parlophone/Warner Music France. La version en double CD comprenant l'album original remastérisé et nombre de remixes, titres live, démos et inédits.

## Titres de l'album
| 1.    | Des attractions désastre | 3:10 |
| 2.    | Saudade                  | 3:29 |
| 3.    | Comme un igloo           | 3:51 |
| 4.    | Les voyages immobiles    | 3:05 |
| 5.    | Un homme à la mer        | 3:53 |
| 6.    | Interlude à La Désirade  | 1:54 |
| 7.    | Toi + moi                | 3:54 |
| 8.    | Rue des petits hôtels    | 3:19 |
| 9.    | La Berlue                | 3:17 |
| 10.   | Double zéro et l'infini  | 4:25 |
| 11.   | Paris ailleurs           | 3:44 |
| 38:03 |                          |      |

## Deluxe Remastered (1990-1995) - (2016)
| 1.  | Des attractions désastre                                                  | Étienne Daho                                                                    | 3:08 |
| 2.  | Saudade                                                                   | Étienne Daho                                                                    | 3:28 |
| 3.  | Comme un igloo                                                            | Étienne Daho                                                                    | 3:49 |
| 4.  | Les voyages immobiles                                                     | Étienne Daho / Helen Turner                                                     | 3:05 |
| 5.  | Un homme à la mer                                                         | Étienne Daho                                                                    | 3:52 |
| 6.  | Interlude à La Désirade                                                   | Étienne Daho                                                                    | 1:51 |
| 7.  | Toi + moi (avec la participation de Lyn Byrd)                             | Étienne Daho                                                                    | 3:54 |
| 8.  | Rue des petits hôtels                                                     | Étienne Daho                                                                    | 4:10 |
| 9.  | La berlue                                                                 | Françoise Hardy                                                                 | 3:15 |
| 10. | Double zéro et l'infini                                                   | Étienne Daho / Rico Conning                                                     | 4:24 |
| 11. | Paris ailleurs                                                            | Étienne Daho                                                                    | 3:42 |
| 12. | Des attractions désastre (Terry Farley 7" version)                        | Étienne Daho                                                                    | 3:05 |
| 13. | Des attractions désastre (PM Dawn 7" version)                             | Étienne Daho                                                                    | 3:01 |
| 14. | Comme un igloo (E.D.I.S.C.O. by Dimitri From Paris 7" version)            | Étienne Daho                                                                    | 3:34 |
| 15. | Comme un igloo (Electro Vibe Mix by Boom Bass 7" version)                 | Étienne Daho                                                                    | 3:57 |
| 16. | Mon manège à moi (single)                                                 | Norbert Glanzberg / Jean Constantin                                             | 3:52 |
| 17. | Mon manège à moi (La tête à l'envers by Bibi 7" version)                  | Norbert Glanzberg / Jean Constantin                                             | 3:46 |
| 18. | Mon manège à moi (Sur une autre planète by Dimitri From Paris 7" version) | Norbert Glanzberg / Jean Constantin                                             | 3:44 |
| 19. | The girl from Ipanema (en duo avec Lio, new edit version)                 | Antonio Carlos Jobim / Vinicius de Moraes (adaptation anglaise : Norman Gimbel) | 4:42 |
| 20. | Tous les goûts sont dans ma nature (en duo avec Jacques Dutronc)          | Jacques Dutronc                                                                 | 3:03 |

| 1.  | Des attractions désastre (live 2004)                                     | Étienne Daho                            | 3:05  |
| 2.  | Saudade (live 2004)                                                      | Étienne Daho                            | 3:12  |
| 3.  | Comme un igloo (live 2008)                                               | Étienne Daho                            | 3:40  |
| 4.  | Les voyages immobiles (live 1992)                                        | Étienne Daho / Helen Turner             | 3:22  |
| 5.  | Un homme à la mer (live 1992)                                            | Étienne Daho                            | 3:52  |
| 6.  | Rue des petits hôtels (live 1992)                                        | Étienne Daho                            | 3:14  |
| 7.  | Mon manège à moi (live 1998)                                             | Norbert Glanzberg / Jean Constantin     | 3:49  |
| 8.  | Paris ailleurs (live 1992)                                               | Étienne Daho                            | 3:51  |
| 9.  | Des attractions désastre (démo 1990)                                     | Étienne Daho                            | 2:57  |
| 10. | Rue des petits hôtels (démo 1990)                                        | Étienne Daho                            | 3:12  |
| 11. | Comme un igloo (démo 1990)                                               | Étienne Daho                            | 3:37  |
| 12. | Interlude à La Désirade (démo 1990)                                      | Étienne Daho                            | 1:47  |
| 13. | Toi + moi (démo 1990)                                                    | Étienne Daho                            | 3:45  |
| 14. | Double zéro et l'infini (démo 1990)                                      | Étienne Daho / Rico Conning             | 4:05  |
| 15. | Tous les goûts sont dans ma nature (démo 1994 version Etienne Daho solo) | Jacques Dutronc                         | 3:03  |
| 16. | Le premier de nous deux (démo 1993)                                      | Étienne Daho / Arnold Turboust          | 3:53  |
| 17. | Un homme à la mer (première version single inédite 1989)                 | Étienne Daho                            | 3:255 |
| 18. | Quelqu'un qui m'ressemble (version 92)                                   | Étienne Daho / Arnold Turboust          | 3:28  |
| 19. | Chanson pour caméléon (démo 1990)                                        | Étienne Daho / Alan Whyte               | 2:28  |
| 20. | Dommage que tu sois mort (Urgence 1994)                                  | Brigitte Fontaine / Olivier Bloch Lainé | 2:07  |